# 345 (عدد)
345 (ثلاثمائة وخمسة وأربعون ) هو عدد صحيح  يلي العدد 344 ويسبق العدد 346 وهو عدد طبيعي موجب.

## في الرياضيات

### خصائص
- 345 عدد فردي